# Twilight of the Idols (Slough Feg)
Twilight of the Idols è il secondo album in studio del gruppo musicale epic metal statunitense Slough Feg che lo ha pubblicato nel 1999 col nome "The Lord Weird Slough Feg".

## Il disco
Il disco è stato prodotto dalla band che ha impiegato circa venti giorni per la registrazione. L'album è uscito in CD, sia in jewel case che in digipack, tramite l'etichetta italiana Dragonheart Records e in vinile edito da Doomed Planet Records con tiratura limitata e con solo con dieci tracce. Il compact disc è stato distribuito dalla SPV,
Le canzoni, alcune delle quali erano già state registrate per i demo precedenti, sono corredate da elementi musicali folk celtici e i testi di alcuni brani traggono ispirazione dal fumetto britannico Sláine. La traccia The Wizard's Vengeance è una cover del gruppo statunitense Legend .
La copertina è a opera di Erol Otus, disegnatore delle prime edizioni del gioco di ruolo Dungeons & Dragons.
Nel 2013 è stato ristampato da Metal Blade Records per il cofanetto contenente anche i due album successivi.

## Tracce
Testi e musiche di Mike Scalzi eccetto dove indicato.
1. Funeral March (strumentale) – 1:21
2. Highlander – 4:10
3. High Season II – 3:11
4. The Pangs of Ulster (strumentale) – 4:03
5. Brave Connor Mac – 2:56
6. The Wickerman – 4:19
7. Slough Feg – 4:10
8. The Great Ice Wars – 8:49 (musica: Justin Phelps, Mike Scalzi)
9. Life in the Dark Age – 4:23 (musica: Scott Beach, Mike Scalzi)
10. Warpspasm (strumentale) – 2:23
11. Bi-Polar Disorder – 6:01
12. The Wizard's Vengeance – 3:31 – cover dei Legend
13. We'll Meet Again – 3:05

## Formazione
- Mike Scalzi - voce, chitarra
- Scott Beach - basso, cornamusa
- Greg Haa - batteria